# 1821 en santé et médecine
| Années de la santé et de la médecine : 1818 - 1819 - 1820 - 1821 - 1822 - 1823 - 1824    |
| Décennies de la santé et de la médecine : 1790 - 1800 - 1810 - 1820 - 1830 - 1840 - 1850 |

Cet article présente les faits marquants de l'année 1821 en santé et médecine.

## Évènements
- Le choléra arrive en Corée, venant de Chine par voie terrestre[1].
- La France envoie trente mille soldats pour empêcher une épidémie mortelle de fièvre qui sévit en Espagne de franchir les Pyrénées, et c'est à cette occasion que le mot « cordon sanitaire » est employé pour la première fois[2].
- Épidémie de suette miliaire dans les départements français de l'Oise et de Seine-et-Oise[3].

## Publications
- François Broussais, Examen des doctrines médicales et des systèmes de nosologie[4].
- Sous le titre de A Treatise on the Diseases of the Chest[5], John Forbes (en) traduit en anglais le Traité de l'auscultation médiate de Laennec[6].
- Jean Itard, Traité des maladies de l'oreille et de l'audition[7].
- Mériadec Laennec, L'auscultation médiate peut-elle servir aux progrès de la médecine pratique ?[8].
- Louis Claude Noisette, Le Jardin fruitier[9].
- Barry Edward O'Meara, Documents historiques sur la maladie et la mort de Napoléon Bonaparte[10].

## Naissances
- 3 février : Elizabeth Blackwell (morte en 1910), médecin, auteur et féministe anglo-américaine, première femme diplômée en médecine par une université aux États-Unis et première femme membre de l'ordre des médecins de Grande-Bretagne.
- 21 mars : Ferdinand Lefebvre (nl) (mort en 1902), pathologiste belge[11].
- 19 juillet : Djordje Natosevic (mort en 1887), médecin et pédagogue serbe.
- 13 octobre : Rudolf Virchow (mort en 1902), pathologiste et homme politique allemand.

## Décès
- 13 février : Pierre-François Tingry (né en 1743), pharmacien, chimiste et minéralogiste français[12].
- 24 mars : Johann Abraham Albers (de) (né en 1772), médecin allemand[13].
- 2 avril : James Gregory, médecin écossais.
- 24 avril : Johann Peter Frank (né en 1745), hygiéniste allemand.
- 18 septembre : Jean-Nicolas Corvisart (né en 1755), médecin français[14].
- 21 octobre : Marie-Louise Lachapelle (née en 1769), sage-femme française.